# Церковь Спасителя (Дуйсбург)
Церковь Спасителя (нем.  Salvatorkirche) — готическая церковь в городе Дуйсбурге (федеральная земля Северный Рейн — Вестфалия). Находится рядом с городской ратушей между площадями Бургплатц (Burgplatz) и Альтермаркт (Alter Markt).

## История
Первая деревянная капелла на месте современной церкви Спасителя упоминается в летописи 893 года. Археологические раскопки подтверждают существование деревянной капеллы. В начале IX века император Карл Великий передает патронат над церковью монастырю Спасителя в Херридене. Тогда, видимо, церковь и получила своё название. Однако вскоре патронат перешел аббатству Прюм, расположенному в горах Айфель.

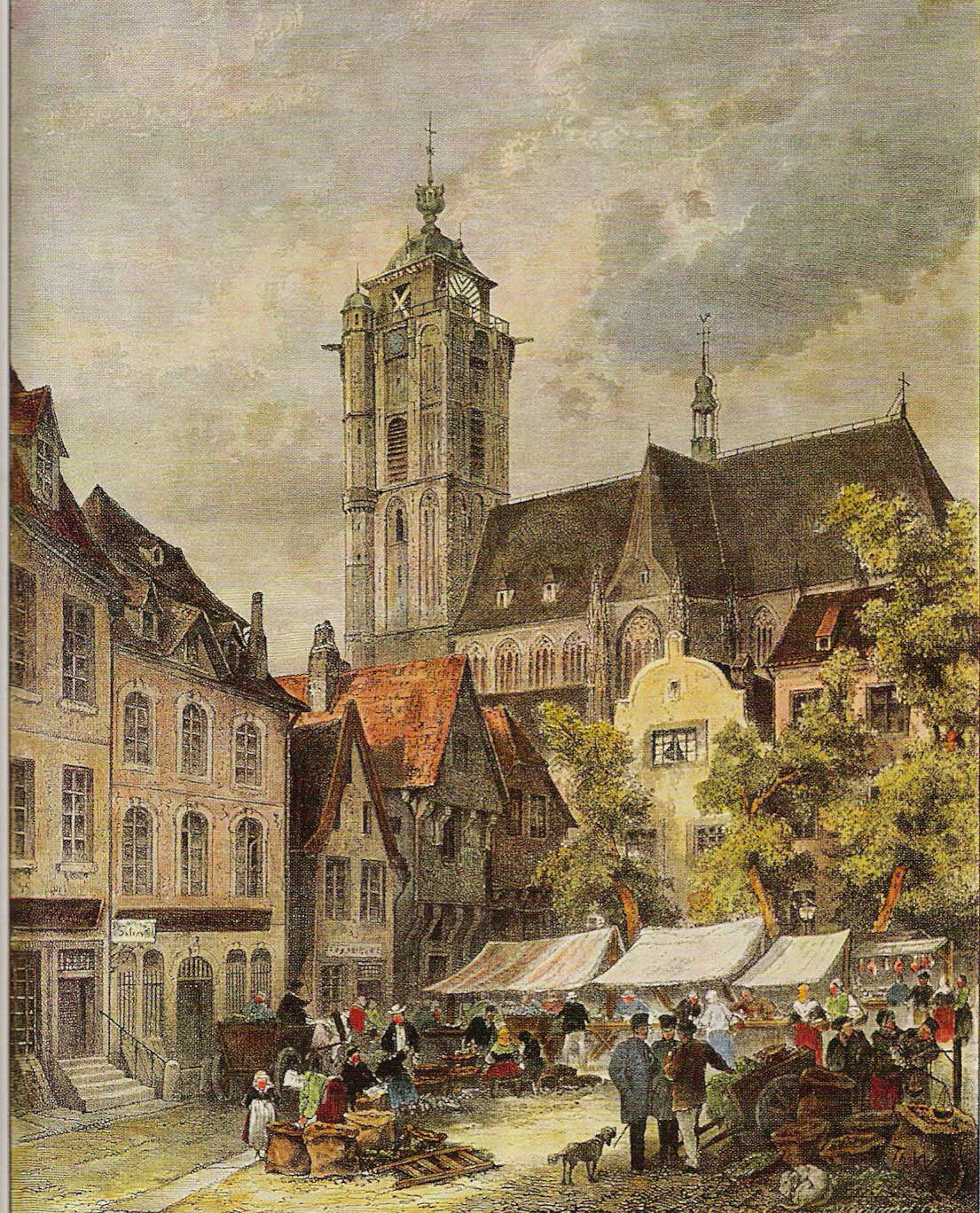
Церковь Спасителя в 1850 году

В XI веке на месте деревянной капеллы строится каменная церковь. Через 100 лет, во время правления династии Гогенштауфенов, её заменяет романская базилика с трёхпролетным нефом. В 1283 году эта базилика была уничтожена пожаром.
В 1316 году начинается строительство существующей церкви. Заказчиком постройки был Тевтонский орден. Строительство началось с возведения 106-метровой колокольной башни, которая после окончания возведения в 1367 году стала использоваться как сторожевая вышка. Во второй половине XIV века начинается строительство продольного и поперечного нефов. Окончание строительства датируется 1415 годом.
В 1467 году церковь сильно пострадала от пожара, колокольная башня при этом была полностью разрушена. Восстановлена церковь была к 1513 году.
В 1563 году нидерландский инженер Иоганн Корпутиус (Johannes Corputius) составлял план Дуйсбурга. В качестве точки обзора он использовал башню церкви Спасителя.
С 7 по 11 сентября 1611 года в церкви Спасителя проходил Первый генеральный синод герцогства Юлих-Берг . На собрании присутствовало 35 делегатов герцогства, принявшие решения, по сей день определяющие облик Евангелической церкви. Первый генеральный синод положил начало синодальной церковной структуре Евангелических церквей в Нижнем Рейне.
В 1613 году в колокольную башню церкви ударила молния. Башню восстановили только к 1692 году, при этом она получила чуждый готическому облику церкви барочный капот.

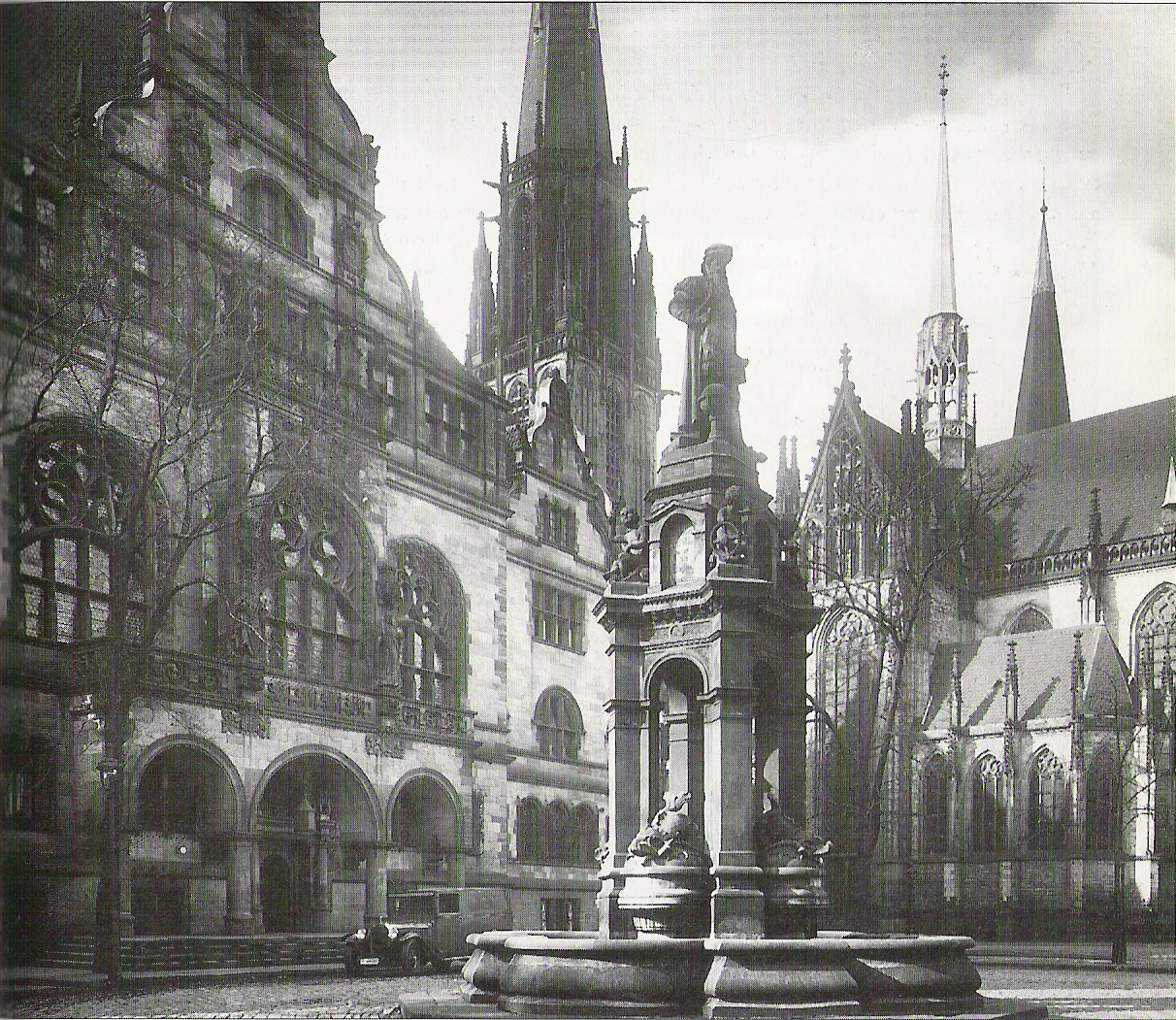
Площадь Burgplatz и церковь Спасителя в 1925 году

В 1847 году дюссельдорфский архитектор Рудольф Вигман (Rudolph Wiegmann) выполнил реставрационные работы и вернул церкви поздеготический вид. При крупномасштабной реставрации начала XX века колокольная башня получила восьмиугольный псевдоготический купол. Общая высота башни достигла 90 метров.
Незадолго до окончания второй мировой войны в ходе бомбардировки союзнической авиации церковь Спасителя сильно пострадала, купол колокольной башни был полностью разрушен. На восстановление церкви ушло 15 лет. В 1960 году церковь была освящена в честь Христа — Спасителя мира (Salvator Mundi) и передана дуйсбургской общине Евангелической церкви Германии.
31 июля 2010 года в церкви прошёл молебен памяти жертв трагедии, случившейся на городском «Параде любви» 24 июля 2010 года.
В церкви похоронены выдающийся фламандский картограф Герхард Меркатор и философ-картезианец Иоганн Клауберг.

## Галерея

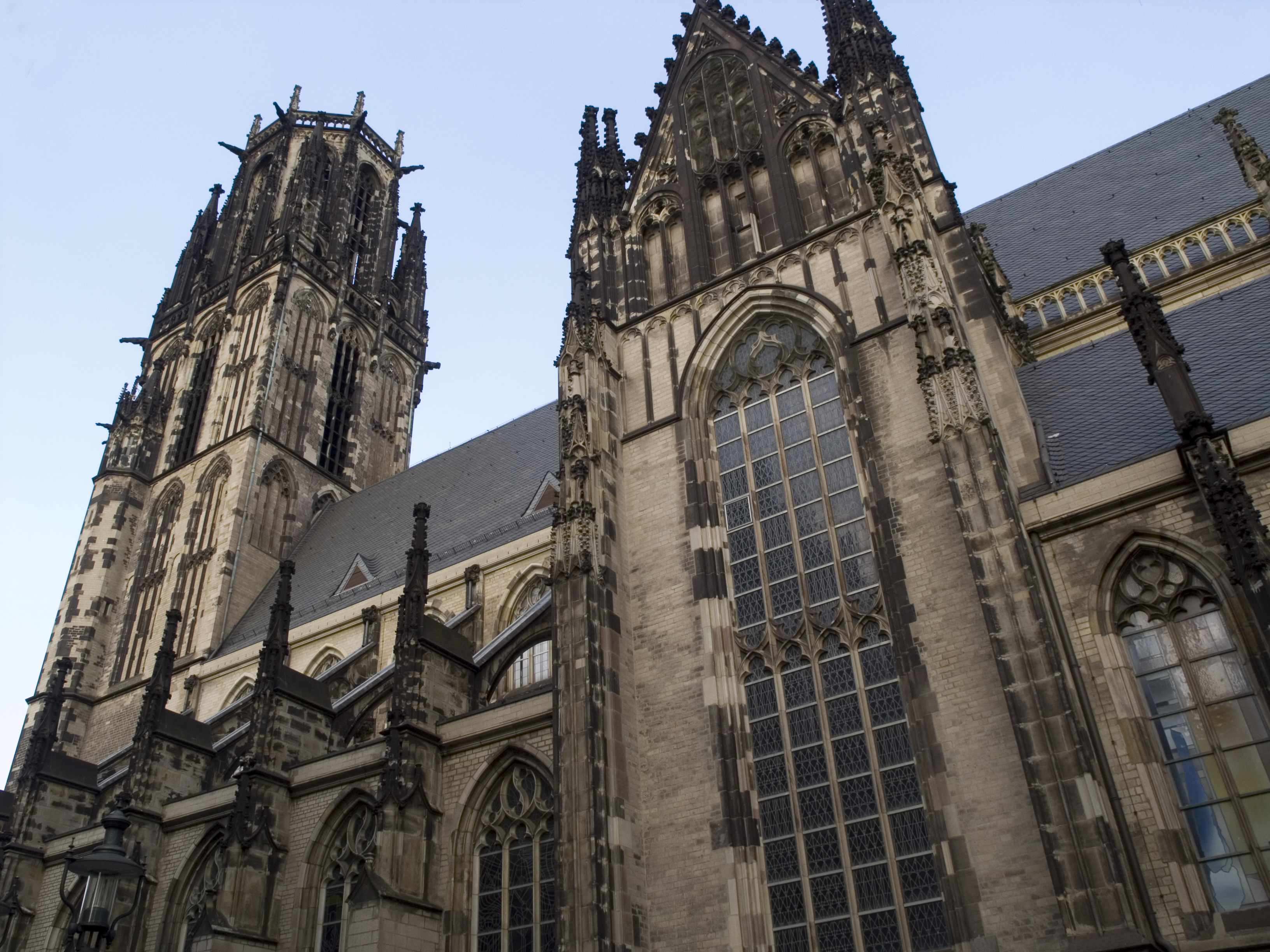
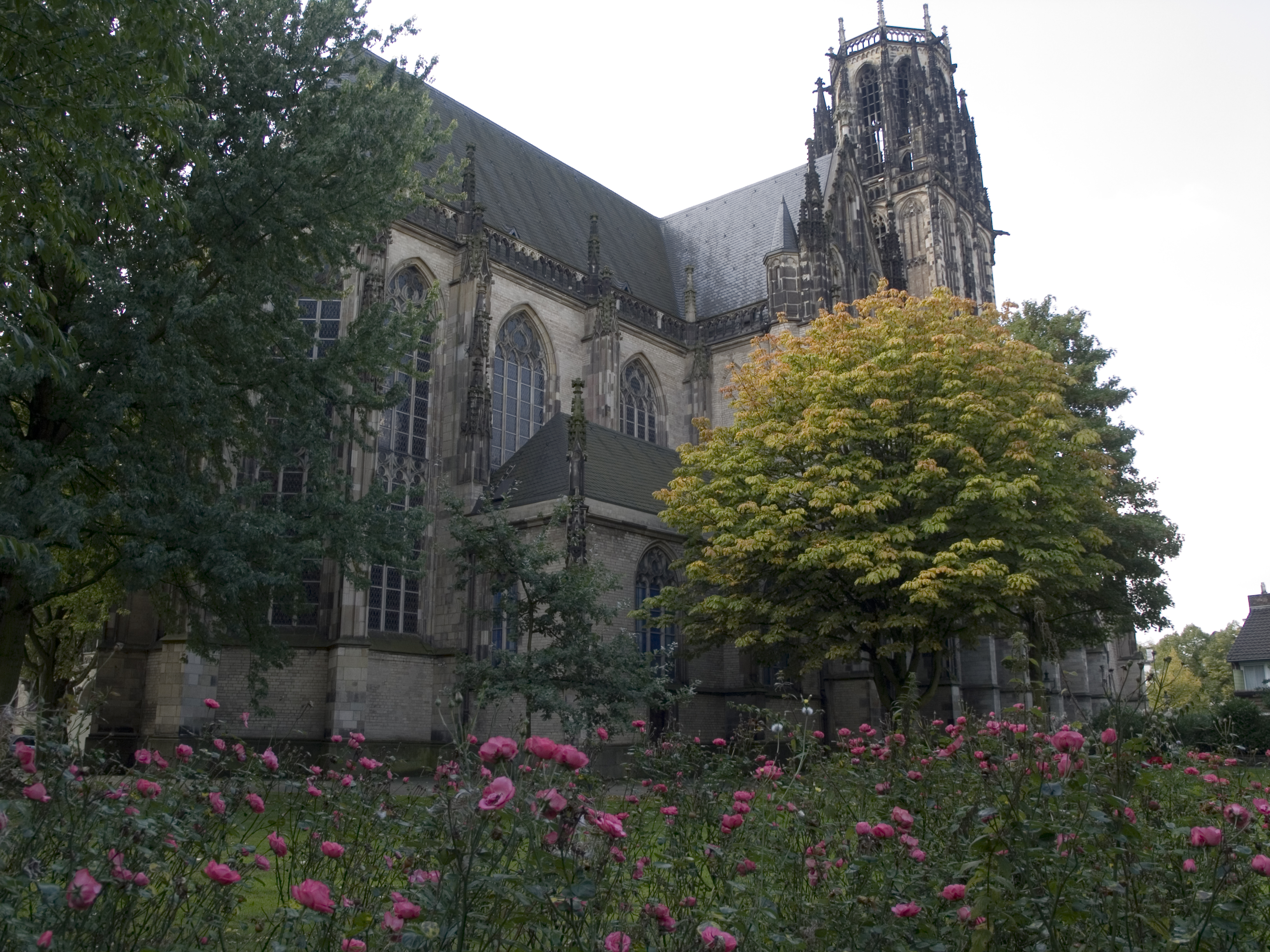
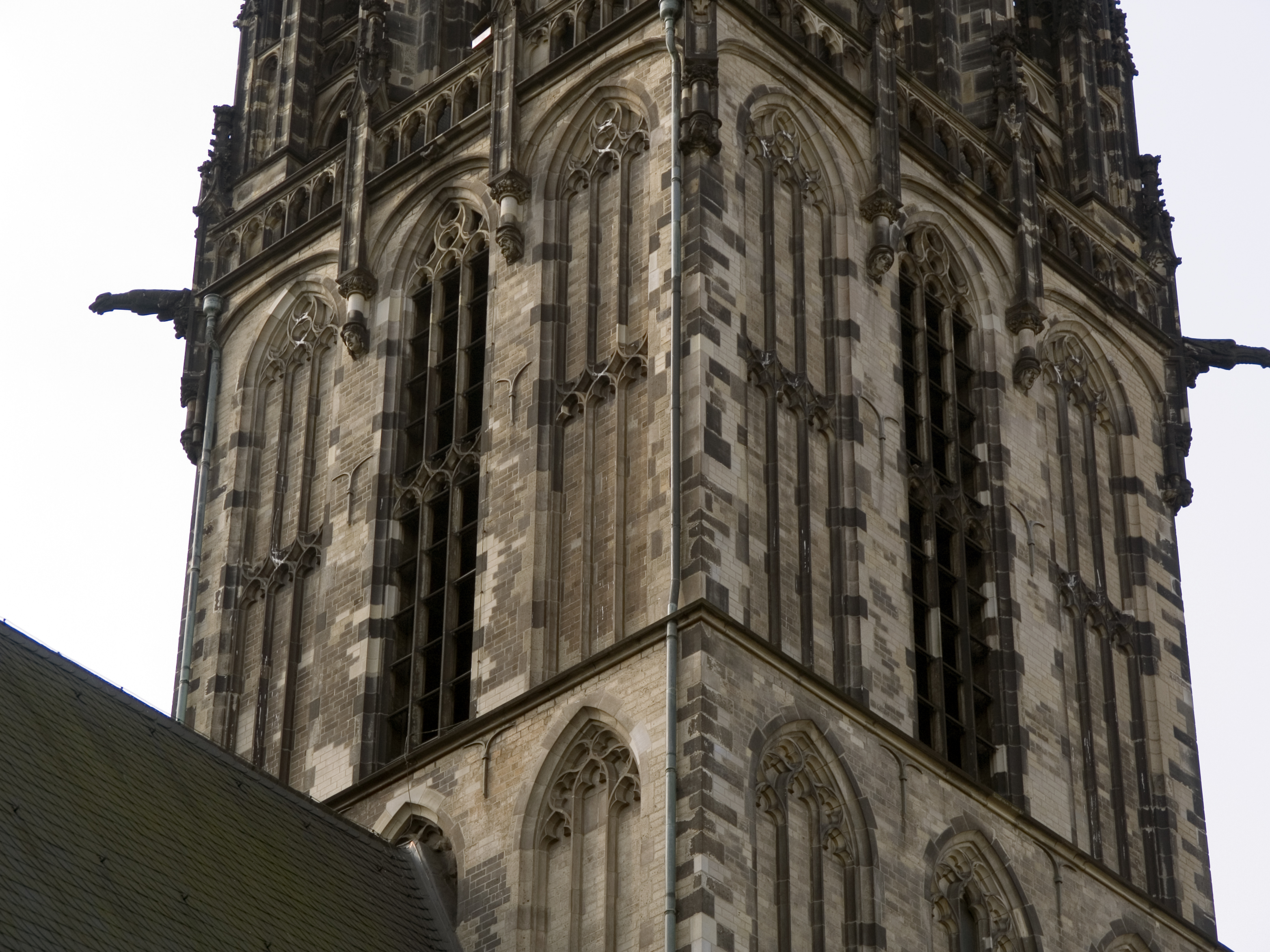
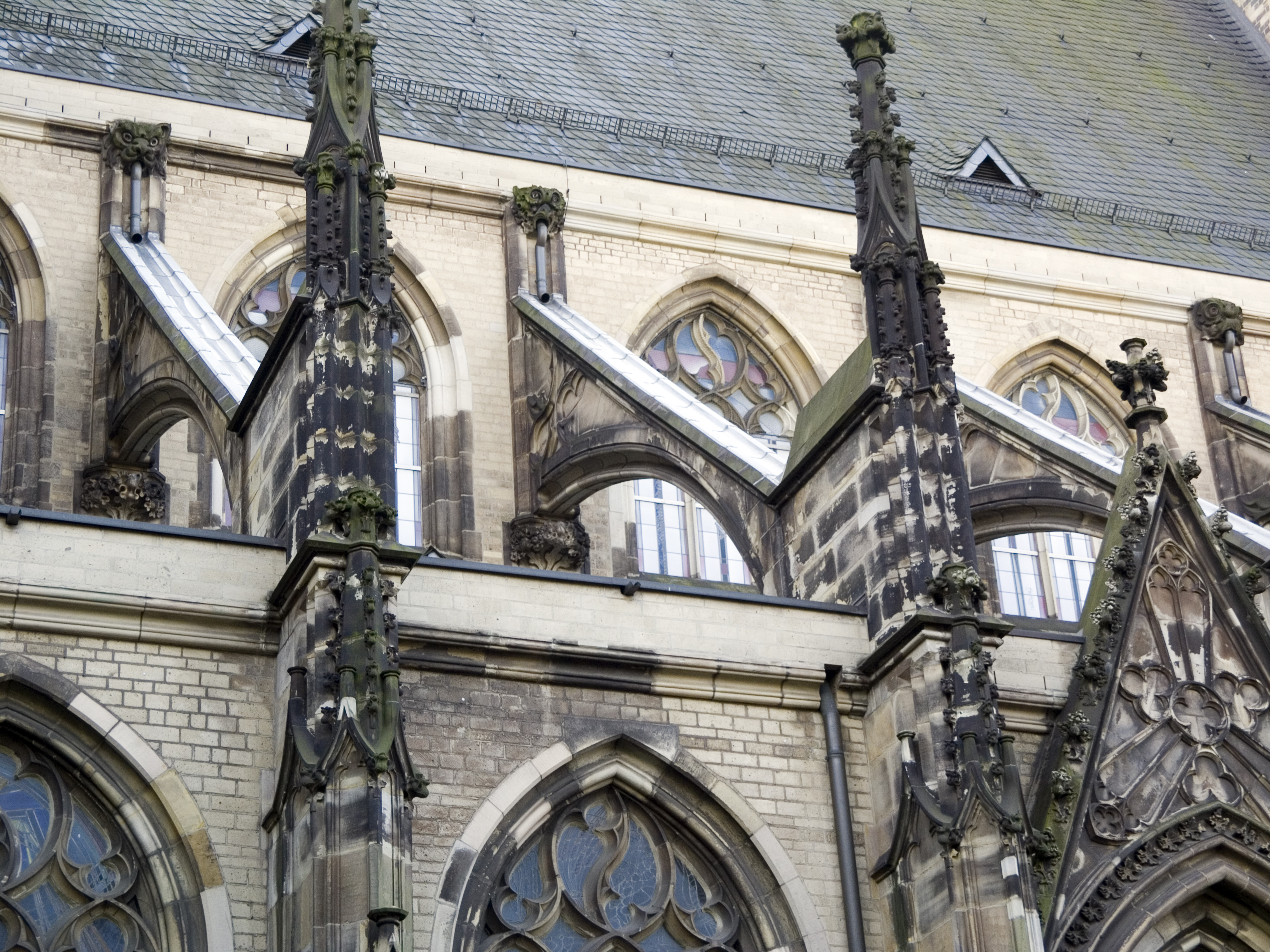

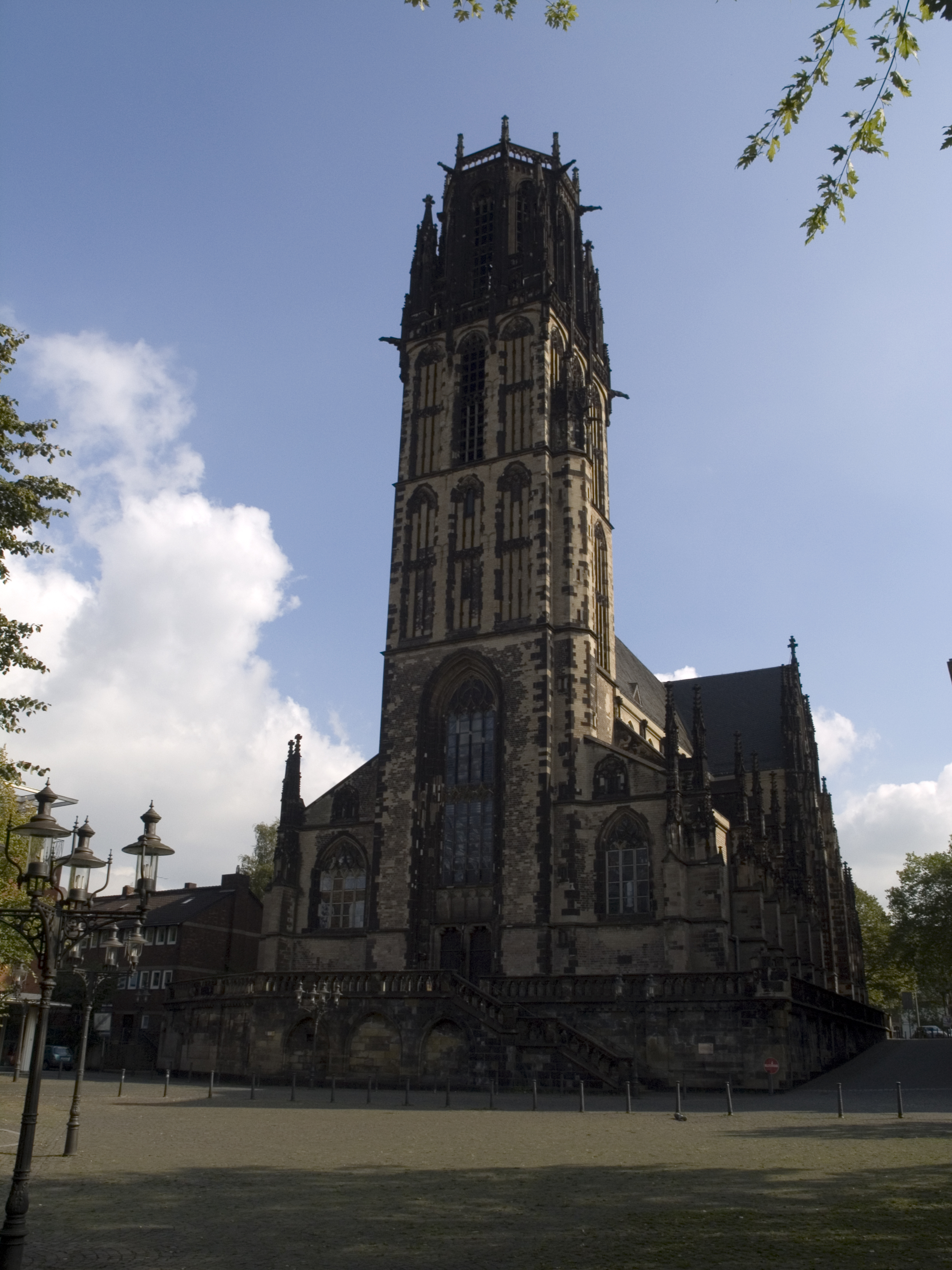
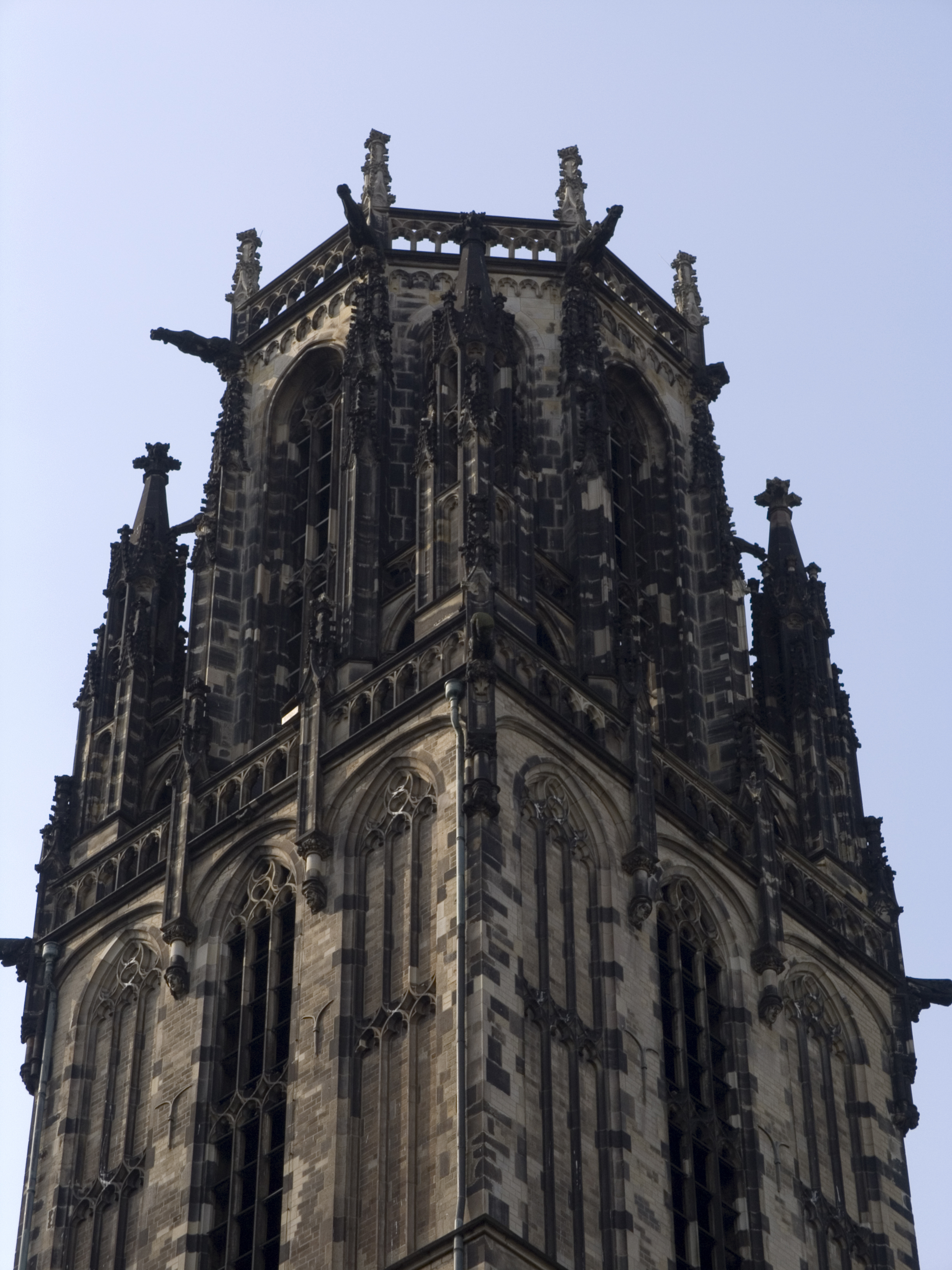
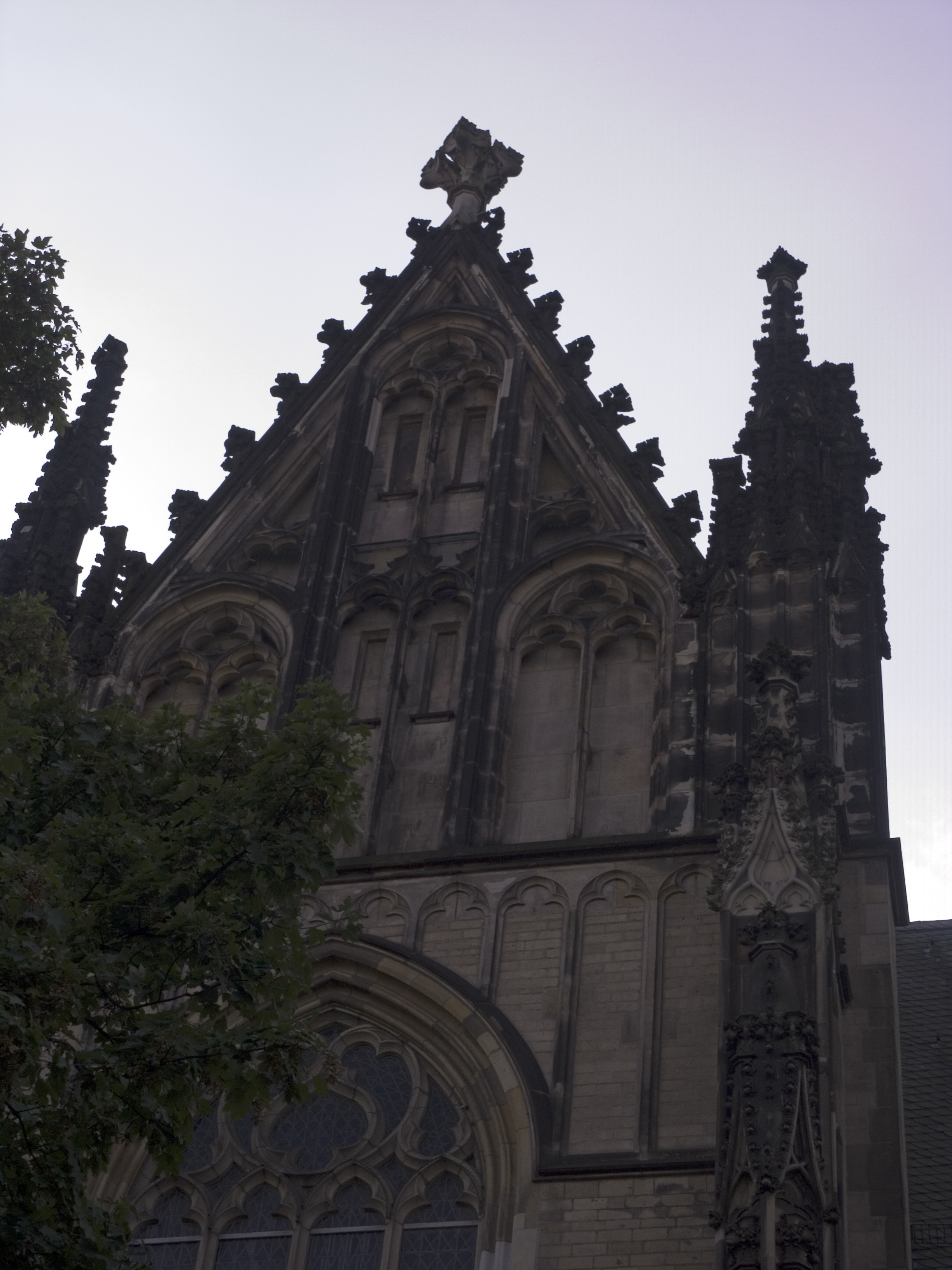
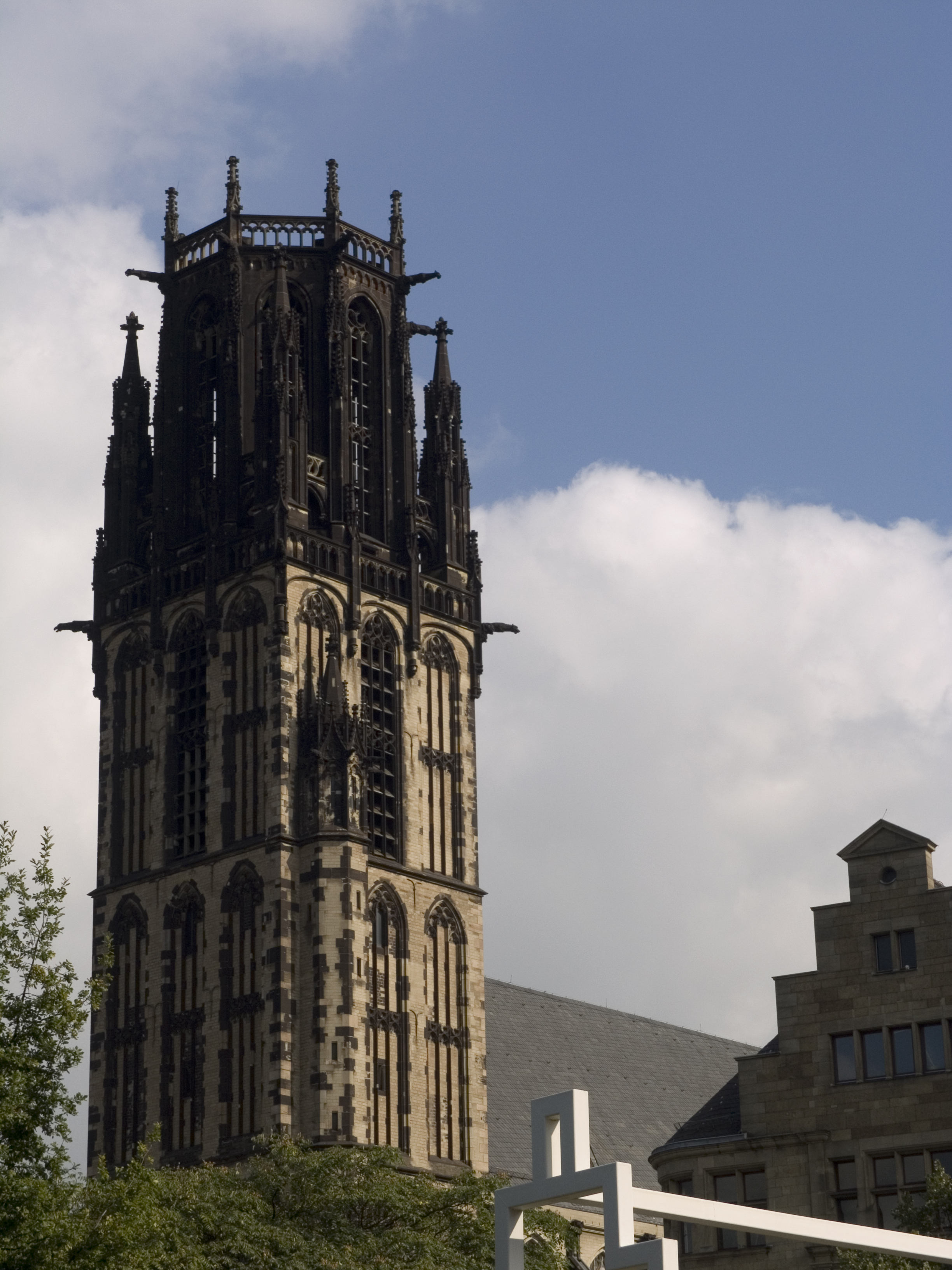